# Diga di Garichte West
La diga di Garichte West è una diga a gravità situata in Svizzera, nel Canton Glarona, nella frazione di Schwanden del comune di Glarona Sud.

## Descrizione
Ha un'altezza di 42 metri e il coronamento è lungo 230 metri. Il volume della diga è di 43 000 metri cubi.
Il lago creato dallo sbarramento, il Garichtesee ha un volume massimo di 3,29 milioni di metri cubi, una lunghezza di 600 metri e un'altitudine massima di 1624 m s.l.m. Lo sfioratore ha una capacità di 37 metri cubi al secondo.
Le acque del lago vengono sfruttate dall'azienda KW Sernf-Niederenbach AG di Schwanden. È stata costruita parallelamente alla diga di Garichte Ost, entrambe sono situate sullo stesso lago.